# 갈전초등학교
갈전초등학교는 대한민국 경상남도 진주시에 있는 초등학교다.

## 학교 연혁
- 1949. 05. 20 갈전국민학교 개교
- 1996. 03. 01 갈전초등학교로 개칭
- 1999. 09. 01 폐교(총 48회 졸업 2372명), 금산초등학교로 통폐합
- 2014. 03. 01 갈전초등학교 재개교(13학급)
- 2014. 03. 01 제1대 하궁준 교장 부임
- 2015. 02. 12 2014학년도 졸업장 수여식 - 남18명, 여18명, 계36명
- 2015. 03. 01 행복맞이학교 지정